# Madonna mit Kind (Écouen)

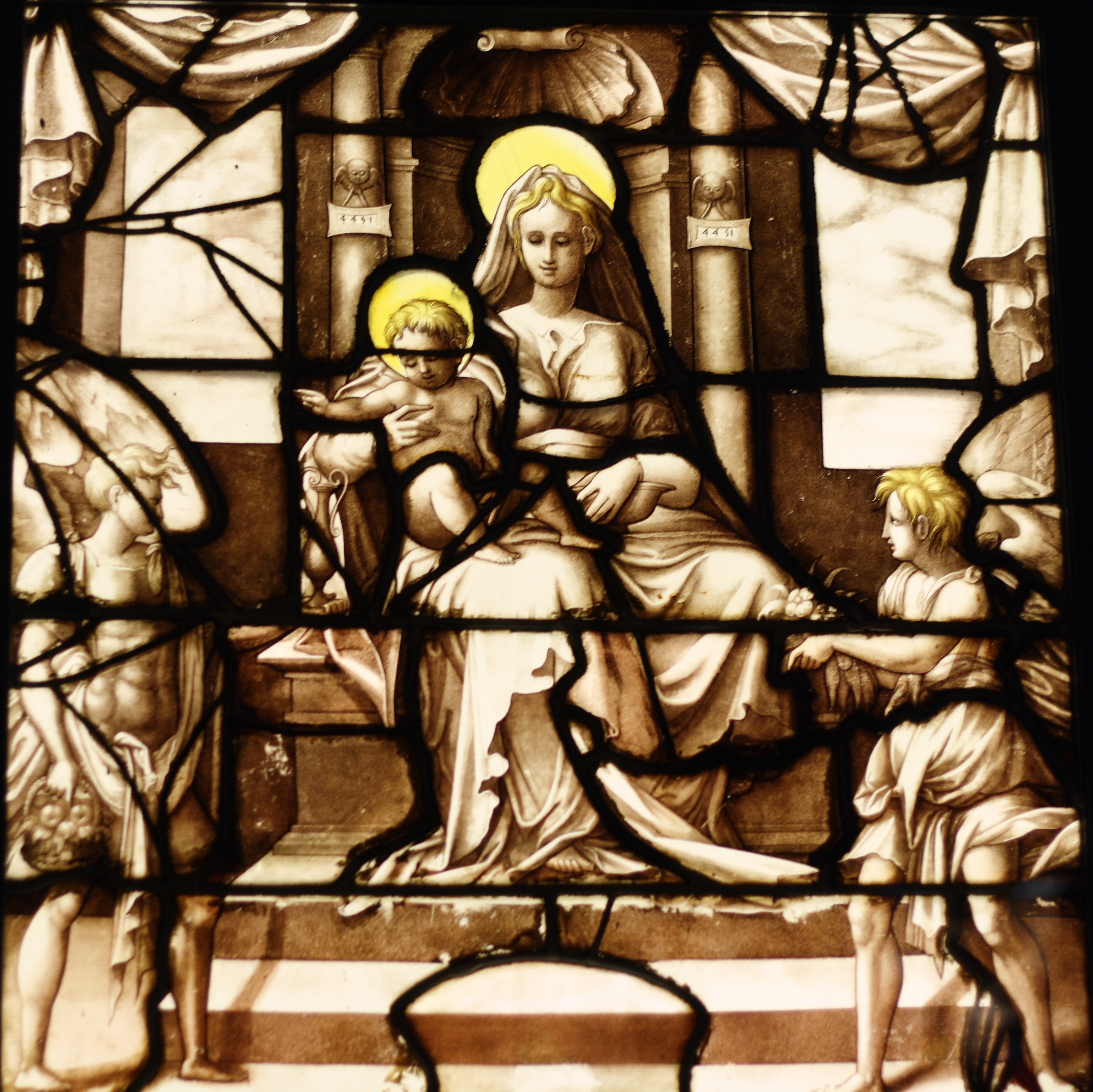
Bleiglasfenster Madonna mit Kind

Das Bleiglasfenster Madonna mit Kind befindet sich im Museum der Renaissance (Musée national de la Renaissance) im Schloss Écouen in Frankreich. Es stammt von 1544, die Jahreszahl befindet sich zwei Mal auf dem Fenster.
Die Herkunft des gut erhaltenen Werkes ist nicht bekannt. Der Stil des Bleiglasfensters steht in der Tradition der manieristischen Schule von Fontainebleau. Man vermutet, dass eine Gravur von Jean Mignon als Vorlage diente. 
In der Mitte ist die Muttergottes dargestellt, die Jesus auf dem rechten Oberschenkel sitzend hält. Beide haben einen gelben Heiligenschein, die einzigen Farbakzente in dem sonst an Grisaillemalerei erinnernden Bild. Sie sitzen erhöht, wie auf einem Thron, und werden von einer Renaissancearchitektur mit Draperie gerahmt. Links und rechts stehen nahezu symmetrisch zwei Engel, die Blumen in ihren Händen halten. Maria blickt aufmerksam zu Jesus, der zu Boden schauend mit der rechten Hand den Segensgestus ausführt. Mit der linken Hand hält Maria eine Schüssel; ihr Kleid besitzt viele Faltenwürfe und endet auf dem Boden.
Die Heiligenscheine und die Haare der Engel sind mit Silberlot und der Rest der Scheibe mit Schwarzlot auf weißem Glas gezeichnet. Welche Verbleiungen bei späteren Restaurierungen hinzugekommen sind, lässt sich heute nicht mehr feststellen. Das Gesicht Jesu und des linken Engels sind dadurch ein wenig entstellt, während die Gesichtspartie Marias und des rechten Engels ausdrucksstark zu sehen sind.